# Kabupaten de Puncak Jaya
Pour les articles homonymes, voir Puncak Jaya, Puncak et Jaya.
Le kabupaten de Puncak Jaya, en indonésien Kabupaten Puncak Jaya, est un kabupaten de la province de Papouasie centrale en Indonésie. Il tire son nom du Puncak Jaya, le point culminant de ce pays, bien que cette montagne ne soit pas située dans ce kabupaten mais dans celui de Mimika.

## Géographie
S'étendant sur 14 532 km2 de superficie, le kabupaten de Puncak Jaya était peuplé de 142 525 habitants en 2006. Il a pour chef-lieu Mulia située dans le nord du kabupaten.
Il est entouré par les kabupaten de Jayapura au nord-est, Jayawijaya à l'est, Merauke au sud-est, Mimika au sud et au sud-ouest, Paniai à l'ouest et Yapen Waropen au nord-ouest. Il est subdivisé en seize kecamatan, :
| Numéro | Kecamatan    | Superficie (km2) | Population |
| ------ | ------------ | ---------------- | ---------- |
| 1      | Ilaga        | 886              | 14 233     |
| 2      | Gome         | 1 117            | 7 200      |
| 3      | Sinak        | 1 079            | 7 754      |
| 4      | Pogoma       | 862              | 7 103      |
| 5      | Agadugume    | 200              | 6 363      |
| 6      | Beoga        | 1 488            | 7 646      |
| 7      | Wangbe       | 768              | 5 571      |
| 8      | Fawi         | 2 254            | 6 198      |
| 9      | Doufo        | 1 655            | 4 424      |
| 10     | Mulia        | 883              | 21 093     |
| 11     | Mewoluk      | 621              | 7 507      |
| 12     | Yamo         | 779              | 10 184     |
| 13     | Ilu          | 560              | 13 773     |
| 14     | Torere       | 395              | 5 524      |
| 15     | Tingginambut | 604              | 9 395      |
| 16     | Jigonikme    | 381              | 8 557      |
|        | Puncak Jaya  | 14 532           | 142 525    |

En nombre de fidèles, la première religion du kabupaten est le protestantisme puis viens le catholicisme et enfin l'islam.

## Économie et infrastructures
L'agriculture est représentée par la culture du riz, du maïs, du manioc, de la patate douce, de l'arachide, du soja, des tubercules ainsi que l'élevage et la production d'œufs.
Les infrastructures dans le kabupaten sont limitées. Bien que le nombre de lieux de culte, notamment de temples protestants, soit relativement importants, il n'y a qu'un seul hôpital localisé à Mulia, un seul dispensaire par kecamatan soit seize au total, il y a peu de routes et un seul aéroport totalisant moins de 5 000 rotations par an pour à peine plus de 30 000 passagers.